# Grantung (Bayan)
Grantung is een bestuurslaag in het regentschap Purworejo van de provincie Midden-Java, Indonesië. Grantung telt 2952 inwoners (volkstelling 2010).